# PetroChina
PetroChina Company, Limited (en xinès simplificat: 中国石油天然气股份有限公司, en xinès tradicional: 中国石油天然气股份有限公司) és una empresa petroliera xinesa propietat de China National Petroleum Corporation (CNPC), la major productora de petroli de la Xina, propietat de l'estat. L'actual president és Wang Dongjin.
L'empresa cotitza en les borses de Hong Kong i Nova York i va anunciar els seus plans d'emetre accions a Xangai, el novembre de 2007, i després del seu debut a l'índex d'aquesta ciutat, el seu valor de mercat es va triplicar. També cotitza a la Borsa de Nova York.